# Attercopus fimbriunguis
L'attercopo (Attercopus fimbriunguis) è un aracnide estinto, vissuto nel Devoniano inferiore (circa 390 milioni di anni fa). I suoi resti sono stati ritrovati a Gilboa, nello Stato di New York. Si pensa che questo animale possa essere un parente prossimo dell'antenato dei ragni.

## Descrizione
Di aspetto vagamente simile a quello di un ragno, l'attercopo si differenziava dalle forme odierne principalmente per la presenza di un addome segmentato, che terminava in una struttura simile a una frusta; questa struttura è presente attualmente negli uropigi, come Mastigoproctus giganteus. Attercopus, inoltre, era sprovvisto dei seritteri addominali in grado di produrre tele; una sostanza simile a seta, in ogni caso, era prodotta da una serie di ghiandole poste al di sotto del corpo.

## Classificazione
Inizialmente questo animale fu interpretato come un membro dei trigonotarbidi (Trigonotarbida), un gruppo di aracnidi primitivi, e descritto come Gelasinotarbus ?fimbriunguis. Successivamente venne assegnato al nuovo genere Attercopus e re-interpretato come il più antico (e più primitivo) ragno conosciuto. Questa ipotesi era basata sulla presunta presenza di seritteri per la produzione della tela, e di una ghiandola velenifera sui cheliceri.
Successivi studi su nuovi fossili hanno messo in luce che Attercopus non possedeva tali strutture; i presunti seritteri per la tela erano in realtà una guaina di cuticola ripiegata. Fu chiaro, quindi, che Attercopus non era un vero ragno ma apparteneva a un ordine più primitivo (Uraraneida), forse ancestrale ai veri ragni.

## Stile di vita
Probabilmente Attercopus (il cui nome deriva da una parola dialettale inglese e significa “testa velenosa”) non era in grado di produrre ragnatele, ma è verosimile che secernesse una sostanza simile a seta, con la quale probabilmente avvolgeva le sue uova o rinforzava le pareti delle sue tane. È probabile che questo animale si cibasse di altri piccoli invertebrati, come fanno i ragni odierni.